# Aagar faliya
Aagar faliya (também conhecido como Malvan aagar faliya) é um pequeno local da Civilização do Vale do Indo, localizado no distrito de Valsad em Gujarat, Índia. Este local é, às vezes, considerado um dos limites mais meridionais da Civilização do Vale do Indo, o outro sendo Daimabad, que está localizado mais ao sul.

## Escavação
F.R.Allchin e J.P.Joshi (do Archaeological Survey of India) descobriram este local durante 1967. No entanto, nessa época, o local foi danificado e grande parte da antiga habitação já foi perdida. A escavação foi realizada durante 1967-68 pela ASI e mais tarde durante 1970 por J.P.Joshi da ASI, seus colegas e Cyrus Guzder da University of Cambridge estavam envolvidos.